# Yonex
La Yonex è una azienda giapponese produttrice di attrezzature sportive per badminton, golf e tennis.

## Storia dell'azienda

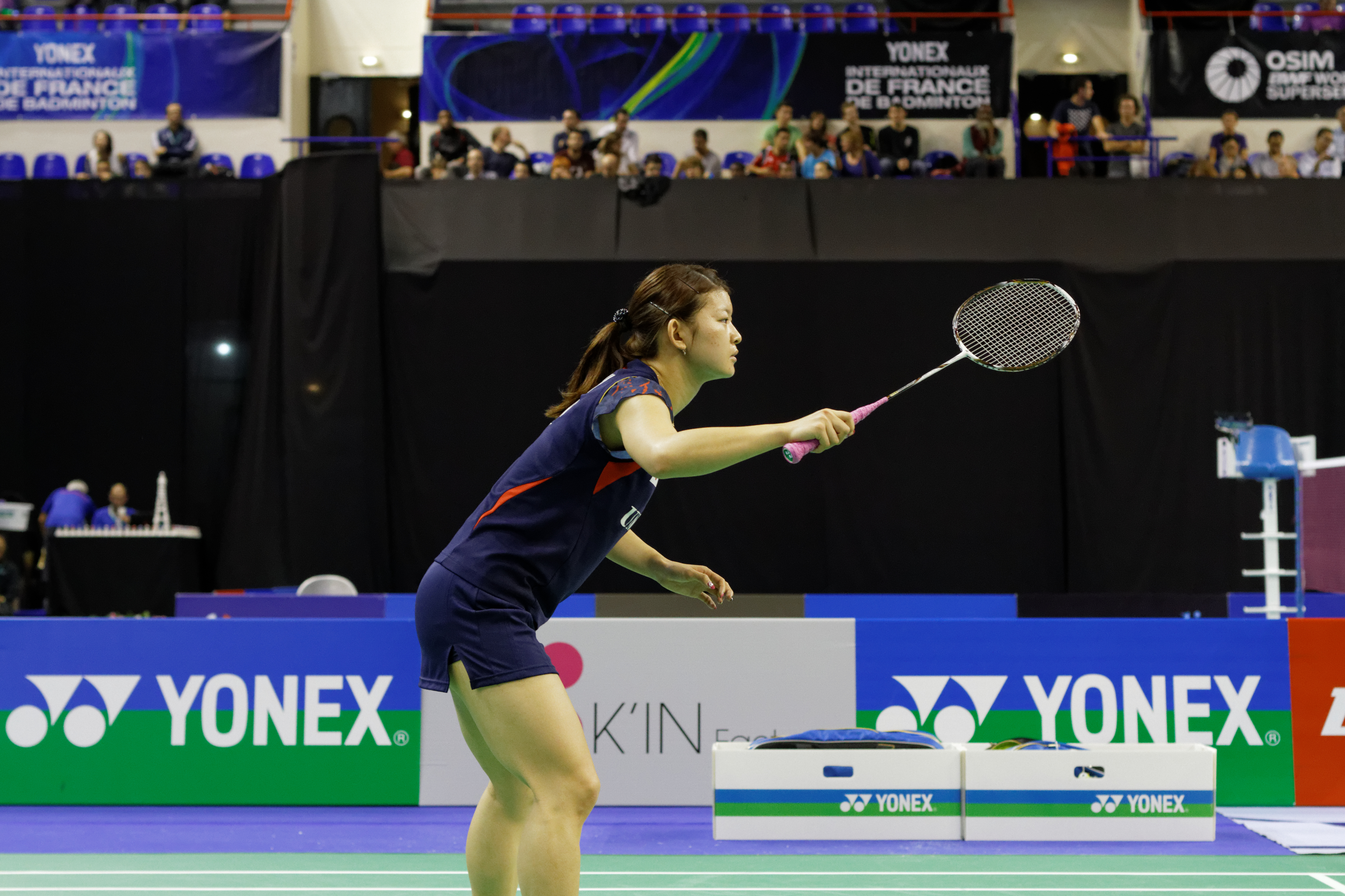

Fondata nel 1946 da Minuro Yoneyama, la società si occupò inizialmente di imballaggi galleggianti in legno per le reti da pesca, ma fu costretta ad uscire dalla produzione a causa dell'invenzione degli imballaggi in plastica. Nonostante ciò, nel 1957 Yoneyama iniziò a costruire racchette da badminton per altre aziende.
Nel 1961 introdusse sul mercato le sue racchette che, dopo un paio di anni, vennero esportate in tutto il mondo. Con il successo delle racchette in alluminio nel badminton, emerse che l'alluminio poteva essere applicato anche alla costruzione delle racchette da tennis che, infatti, l'azienda si apprestò a produrre dal 1971. Nel 1992 iniziò la produzione di attrezzi per il golf.
La società venne quotata alla Borsa di Tokyo nel 1994.
Il marchio è noto a livello mondiale anche grazie a contratti firmati con tennisti professionisti del passato e del presente, tra cui: Martina Navratilova, Monica Seles, David Nalbandian, Lleyton Hewitt, Marcelo Ríos, Ana Ivanović, Caroline Wozniacki, Martina Hingis, Angelique Kerber, Stan Wawrinka, Denis Shapovalov, Nick Kyrgios, Naomi Ōsaka, Hubert Hurkacz, Elena Rybakina, Casper Ruud, Jasmine Paolini e João Fonseca.
Le racchette da tennis Yonex sono le uniche, tra quelle più note a livello internazionale, ad essere prodotte in Giappone (non tutti i modelli).